# Christoph Cornaro

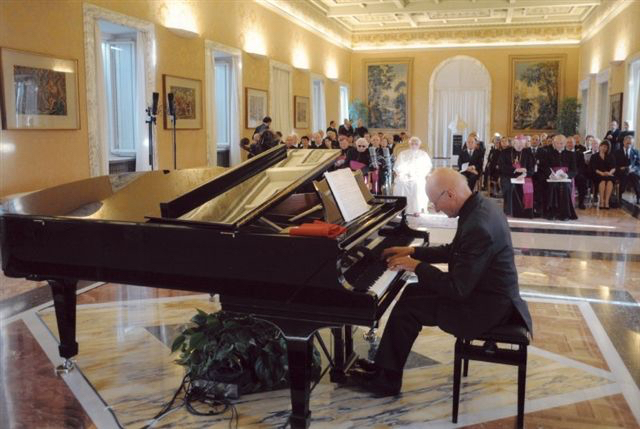
Christoph Cornaro konzertiert vor Papst Benedikt XVI.

Christoph Cornaro (* 8. Oktober 1931 in Wien; † 22. September 2022 ebenda) (eigentlich Christoph von Cornaro) war ein österreichischer Jurist, Diplomat und Pianist.

## Leben
Christoph kam als Sohn des Freiherren Franz von Cornaro (1897–1989) und dessen Gemahlin Erna geb. Freiin von Schwind (1900–1986) zur Welt. Seine väterliche Großmutter, geb. Maria von Spaun (1868–1902), war über ihren Vater Ludwig von Spaun (1823–1908) eine Enkeltochter Anton von Spauns. Christoph Cornaros ältere Schwester ist Maria, verheiratete Freifrau von Zessner-Spitzenberg (1927–2024). 
Nach der Matura schloss Cornaro ein Jusstudium in Wien und in den USA mit dem Doktorgrad ab. Er war auch ausgebildeter Pianist.
Cornaro trat 1955 die diplomatische Laufbahn im österreichischen Außenministerium an und war von 1957 bis 1962 an der österreichischen Botschaft in London sowie vom 28. Juni 1965 bis zum 29. August 1970 an der österreichischen Botschaft in Brüssel tätig. Später wirkte Cornaro als österreichischer Botschafter im Iran (1977–1979) und Ägypten (1979–1982), wo er von 1982 bis 1988 Protokollchef war. 1988 trat er das Amt des österreichischen Botschafters in Indien an, das er bis 1993 ausübte.
Von 1994 bis zu seinem Ruhestand Ende 1996 war Cornaro österreichischer Botschafter beim Heiligen Stuhl (Papst Johannes Paul II.). 
Anschließend übernahm Cornaro die Leitung der Konzertzyklen in Traunkirchen und Schloss Atzenbrugg, außerdem konzertierte er vor Papst Benedikt XVI. in Castel Gandolfo.
Er war verheiratet mit der Amerikanerin Gail Macmahon († 2021) und hatte mit ihr sechs Kinder, darunter den Priester Johannes Cornaro (* 1970 in Brüssel).